# Down in the River to Pray
Down in the River to Pray (conosciuta anche come Down to the River to Pray, Down in the Valley to Pray, The Good Old Way, and Come, Let Us All Go Down) è una canzone tradizionale statunitense identificata come canzone folk cristiana, una canzone spiritual afroamericana, una canzone del genere Appalachian music e un gospel.
Le esatte  origini della canzone sono sconosciute. Ricerche suggeriscono che sia stata composta da uno schiavo afroamericano.

## Testo
Studying about that good old way

And who shall wear the starry crown

Good Lord, show me the way

O sisters let's go down,

Let's go down, come on down,

O sisters let's go down,

Down in the river to pray

As I went down in the river to pray

Studying about that good old way

And who shall wear the robe and crown

Good Lord, show me the way

O brothers let's go down,

Let's go down, come on down,

Come on brothers let's go down,

Down in the river to pray

As I went down in the river to pray

Studying about that good old way

And who shall wear the starry crown

Good Lord, show me the way

O sinners let's go down,

Let's go down, come on down,

O sinners let's go down,

Down in the river to pray

As I went down in the river to pray

Studying about that good old way

And who shall wear the robe and crown

Good Lord, show me the way»
studiando in quella buona e vecchia maniera

e chi dovrà indossare la corona stellata

Buon Signore, indicami la strada

O sorelle su scendiamo,

su scendiamo, dai scendiamo,

O sorelle su scendiamo,

scendiamo al fiume a pregare

Come sono sceso al fiume a pregare

studiando in quella buona e vecchia maniera

e chi dovrà indossare il manto e la corona

Buon Signore, indicami la strada

O fratelli su scendiamo,

su scendiamo, dai scendiamo,

O fratelli su scendiamo,

scendiamo al fiume a pregare

Come sono sceso al fiume a pregare

studiando in quella buona e vecchia maniera

e chi dovrà indossare la corona stellata

Buon Signore, indicami la strada

O peccatori su scendiamo,

su scendiamo, dai scendiamo,

O peccatori su scendiamo,

scendiamo al fiume a pregare

Come sono sceso al fiume a pregare

studiando in quella buona e vecchia maniera

e chi dovrà indossare il manto e la corona

Buon Signore, indicami la strada»